# 旗山郡
旗山郡為1920年至1945年台灣日治時期的行政區劃之一。該郡隸屬高雄州。

## 簡介
旗山郡役所設於旗山街。旗山郡管轄旗山街、美濃街、六龜庄、甲仙庄、杉林庄、內門庄及不設街庄的蕃地。其中六龜庄原屬屏東郡，1932年12月1日劃入本郡；而原屬本郡的田寮庄，則於同日劃入岡山郡。旗山郡轄域即今高雄市旗山區、美濃區、六龜區、甲仙區、杉林區、內門區、茂林區、桃源區、那瑪夏區等地。

## 統計
| 街庄名 | 面積 (km²) | 人口 (人) | 人口 (人) | 人口 (人) | 人口 (人) | 人口 (人) | 人口 (人) | 人口密度 (人/km²) |
| 街庄名 | 面積 (km²) | 本籍      | 本籍      | 本籍      | 國籍      | 國籍      | 計        | 人口密度 (人/km²) |
| 街庄名 | 面積 (km²) | 臺灣      | 內地      | 朝鮮      | 中華民國  | 其他外國  | 計        | 人口密度 (人/km²) |
| ------ | ---------- | --------- | --------- | --------- | --------- | --------- | --------- | ----------------- |
| 旗山街 | 94.6122    | 27,398    | 1,256     | 17        | 396       | 0         | 29,067    | 307               |
| 美濃街 | 120.0316   | 28,511    | 153       | 0         | 71        | 0         | 28,735    | 239               |
| 六龜庄 | 194.1584   | 7,015     | 125       | 0         | 38        | 0         | 7,178     | 37                |
| 杉林庄 | 104.0035   | 8,010     | 43        | 0         | 12        | 0         | 8,065     | 78                |
| 甲仙庄 | 124.0340   | 2,910     | 34        | 0         | 17        | 0         | 2,961     | 24                |
| 內門庄 | 95.6224    | 11,349    | 45        | 0         | 6         | 0         | 11,400    | 119               |
| 蕃地   | 1,375.9695 | 6,396     | 217       | 0         | 6         | 0         | 6,619     | 5                 |
| 旗山郡 | 2,108.4316 | 91,589    | 1,873     | 17        | 546       | 0         | 94,025    | 45                |

## 歷任首長

### 郡守
| 姓名   | 出身地 | 經歷 | 任期 | 備註                                 |
| ------ | ------ | ---- | ---- | ------------------------------------ |
| 林添丁 |        |      |      | 末任郡守兼高雄縣旗山區接受委員會主席 |

## 行政機關

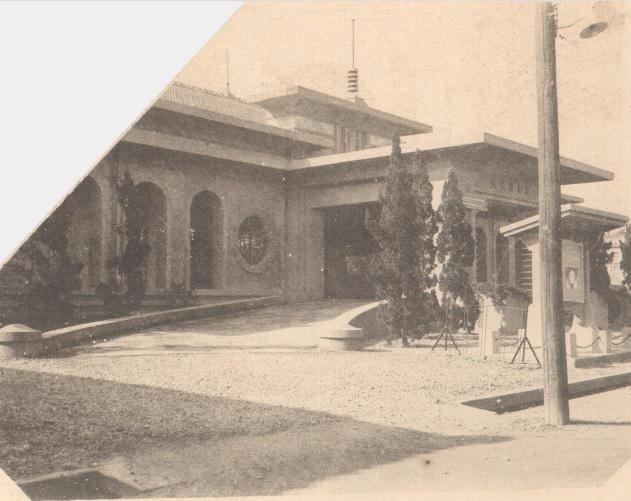
旗山郡役所

#### 地方行政
- 旗山郡役所
- 旗山街役場
- 美濃庄役場
- 六龜庄役場
- 杉林庄役場
- 甲仙庄役場
- 內門庄役場

#### 郵局
- 旗山郵便局
- 旗山郵便局甲仙出張所
- 美濃郵便局
- 美濃郵便局六龜出張所

#### 其他
- 台南地方法院旗山出張所
- 高雄州農會旗山支會
- 高雄州畜產會旗山郡支會
- 高雄州青果同業組合旗山檢查所
- 高雄州水產會淡水養殖指導地
- 旗山郡道路協會
- 旗山水利組合
- 旗山郡民風作興會
- 京都帝國大學農學部附屬台灣演習林
- 總督府營林所旗山出張所
- 總督府專賣局六龜出張所：辦理樟腦專賣[1]

## 交通
- 旗尾線（九曲堂─旗山─美濃─竹頭角）
- 旗尾橋
- 六龜隧道

## 教育

### 初等教育

#### 小學校
- 旗山尋常高等小學校
- 手巾寮尋常小學校
- 六龜尋常小學校
- 甲仙尋常小學校

#### 公學校
- 旗山第一公學校
- 旗山第二公學校
- 圓潭公學校
- 美濃公學校
- 龍肚公學校
- 吉洋公學校
- 竹頭角公學校
- 中國民學校
- 六龜公學校
- 六龜公學校荖濃分教場
- 新威公學校
- 月眉公學校
- 杉林公學校
- 甲仙公學校
- 甲仙公學校東阿里關分教場
- 甲仙國民學校小林分教場
- 內門公學校
- 內門國民學校觀音亭分教場
- 內門國民學校木柵分教場
- 溝坪公學校

### 中等教育
- 龍肚農業補習學校→旗山實踐農民學校（今 旗山農工）

## 社會福利事業
- 旗山悟真社
- 財團法人吳萬順紀念博愛團
- 美濃庄慈愛會
- 旗山郡清心會[1]

## 神社
- 旗山街：旗山神社、旗尾社、高砂天滿社
- 六龜庄：天滿社
- 甲仙庄：甲仙社

## 工商業
- 台灣商工銀行旗山支店
- 台灣製糖株式會社旗尾製糖所（今 旗山糖廠）
- 三五公司南隆農場
- 旗山製冰公司
- 昭興製糖株式會社

## 特產
農產品以米為大宗，其他物產有香蕉、甘蔗、地瓜、咖啡、薑黃、苧麻、黃麻等。工業部份有甲仙油田。

## 名勝舊跡
- 鼓山公園
- 三十三士碑
- 旗尾山
- 萃文書院
- 內門紫竹寺
- 中圳埤
- 天然紀念保護樹「波羅蜜」（旗尾製糖廠內）[1]